# Zeneggen
Zeneggen je obec v německy mluvící části švýcarského kantonu Valais, v okrese Visp. Žije zde 293 obyvatel.

## Geografie

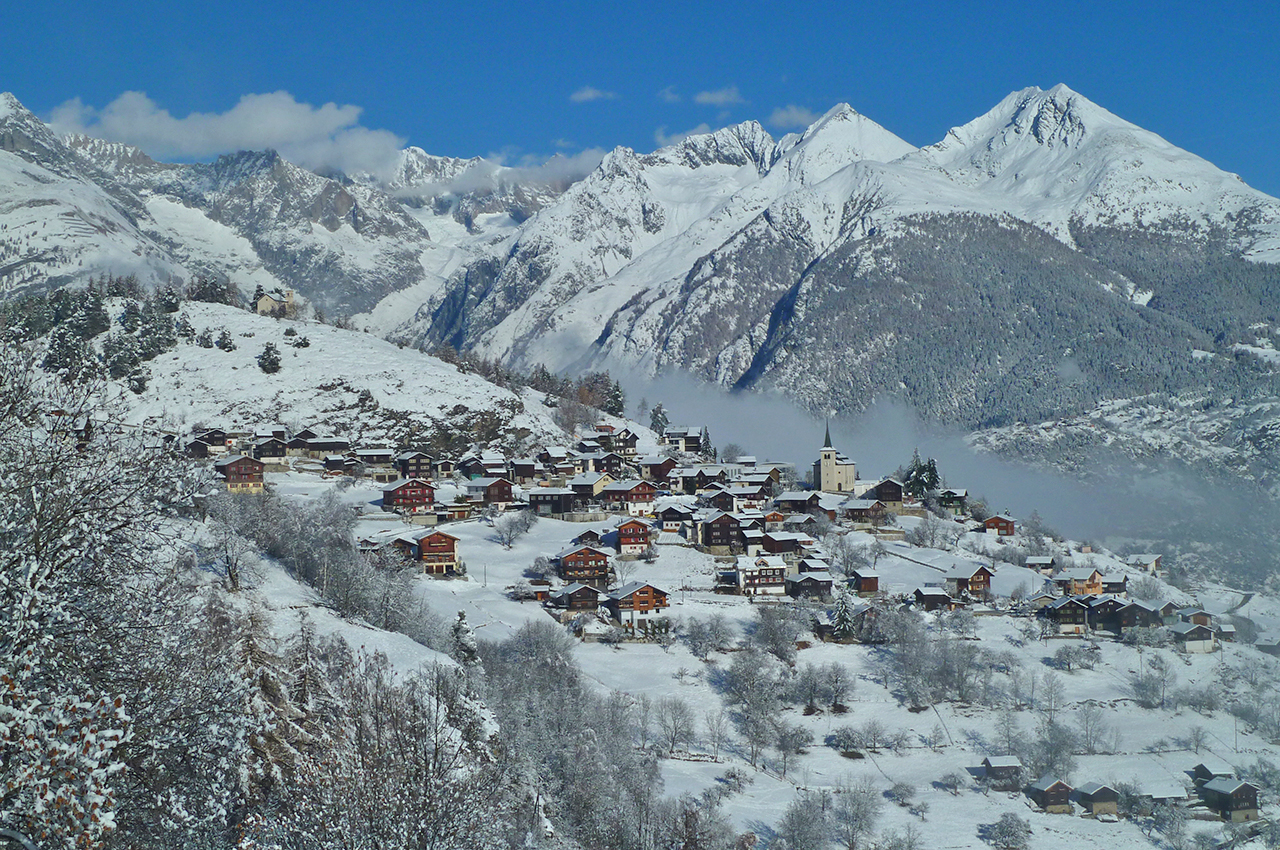
Zeneggen v zimě

Zeneggen se nachází v horním Valais jihozápadně od Vispu na západním břehu Vispy na slunném místě nad údolím Rhôny a Vispertalu na úpatí masivu Moosalp uprostřed vysokohorské krajiny. Obec má rozlohu necelých 8 km² a rozkládá se od břehu Vispy v nadmořské výšce asi 670 m až do výšky 1720 m (západně od předalpské pastviny Diebja). Obec, která je typická rozptýleným osídlením, se skládá z osad Alt Zeneggen, Egga, Esch, Trolera, Sisetsch, Ze Stadlu, Unner dum Biel, Widum, Wiecherried a Gstei, které leží na horách vysoko nad dnem údolí. Sousedními obcemi Zeneggenu jsou Visp na severu, Visperterminen na východě, Stalden na jihu, Törbel na jihozápadě, Bürchen na západě a Raron na severozápadě.
Pohoří Bernských Alp na severu a Walliských Alp na jihu, které se tyčí do výšky přes 4000 m, brání přístupu vlhkého vzduchu a zajišťuje velmi slunečné a suché kontinentální klima. Průměrný roční úhrn srážek je méně než 800 mm.

## Historie

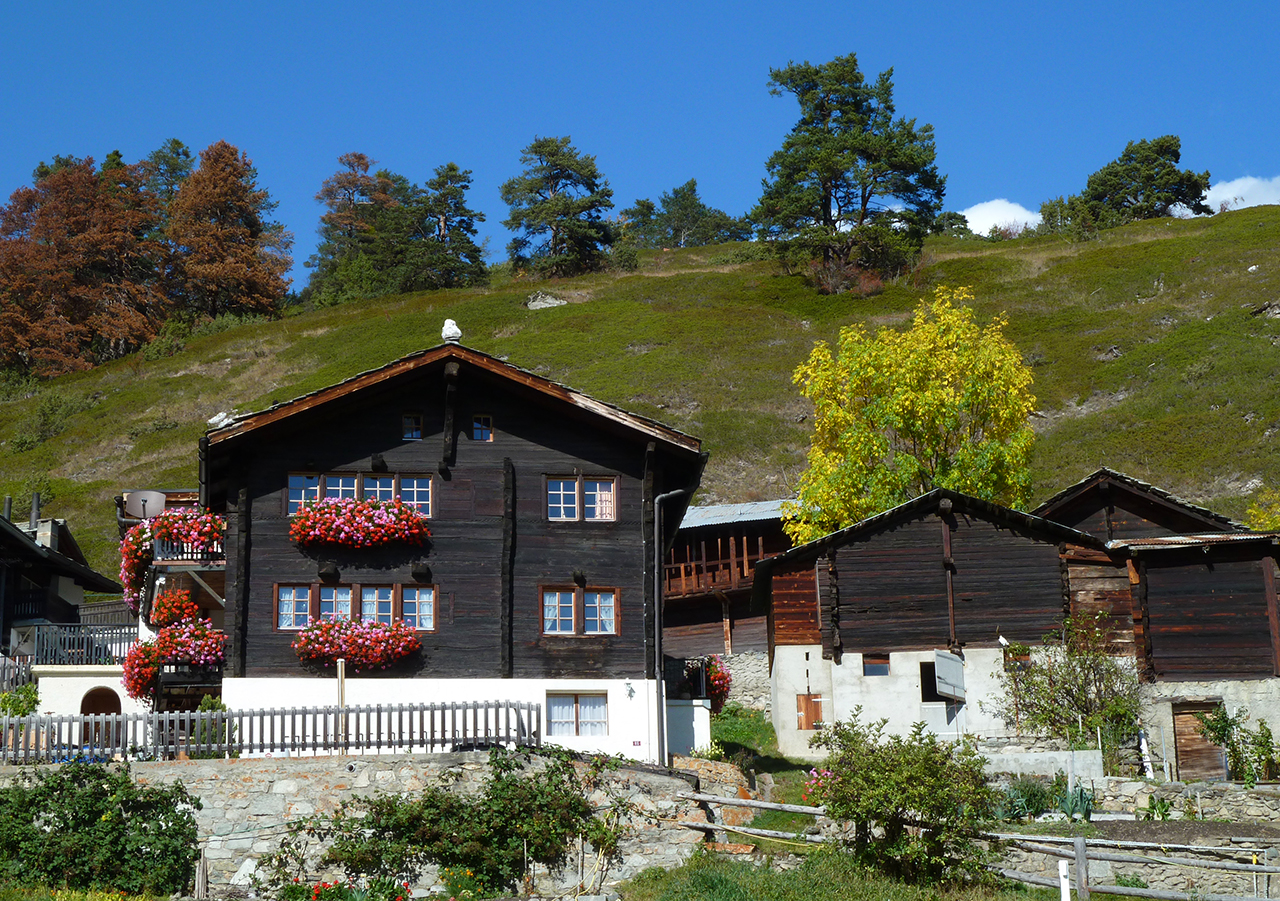
Tradiční architektura v obci

Historie Zeneggenu jako sídelní oblasti sahá až do doby bronzové. Mezi lety 1900 a 1600 př. n. l. zanechali obyvatelé starší doby bronzové poblíž vesnice Sisetsch ulity, jejichž význam je nejasný. První zmínka pod názvem Eccun pochází z roku 1283.
V roce 1716 vzniklo v Zeneggenu proboštství. Samostatnou farností se stal v roce 1754, kdy byl vyčleněn z mateřské farnosti Visp. V roce 1879 byl přestavěn kostel Nanebevzetí Panny Marie. V první polovině 19. století byla postavena kaple Nothelfer na vrchu Biel. První listiny o zavlažování (Augstbordwasserleite) pocházejí z let 1343 a 1400, selské cechy (obecní nařízení) z let 1586 a 1604. Až do počátku 20. století zůstalo základem hospodářství zemědělství, chov dobytka a vysokohorské pastviny. S dokončením silnice Visp–Zeneggen v roce 1905 a s novými pracovními místy, která od roku 1907 vytvářela chemická továrna Lonza ve Vispu, se drobná hospodářství stále více měnila v podniky s částečným úvazkem. Na počátku 21. století se Zeneggen hospodářsky orientoval na regionální centrum Visp a jeho nabídku služeb.

## Obyvatelstvo
| Vývoj počtu obyvatel | Vývoj počtu obyvatel | Vývoj počtu obyvatel | Vývoj počtu obyvatel | Vývoj počtu obyvatel | Vývoj počtu obyvatel | Vývoj počtu obyvatel | Vývoj počtu obyvatel | Vývoj počtu obyvatel | Vývoj počtu obyvatel | Vývoj počtu obyvatel | Vývoj počtu obyvatel |
| -------------------- | -------------------- | -------------------- | -------------------- | -------------------- | -------------------- | -------------------- | -------------------- | -------------------- | -------------------- | -------------------- | -------------------- |
| Rok                  | 1798                 | 1802                 | 1850                 | 1900                 | 1950                 | 2000                 | 2010                 | 2012                 | 2014                 | 2016                 |                      |
| Počet obyvatel       | 170                  | 160                  | 190                  | 228                  | 201                  | 235                  | 276                  | 268                  | 278                  | 280                  |                      |

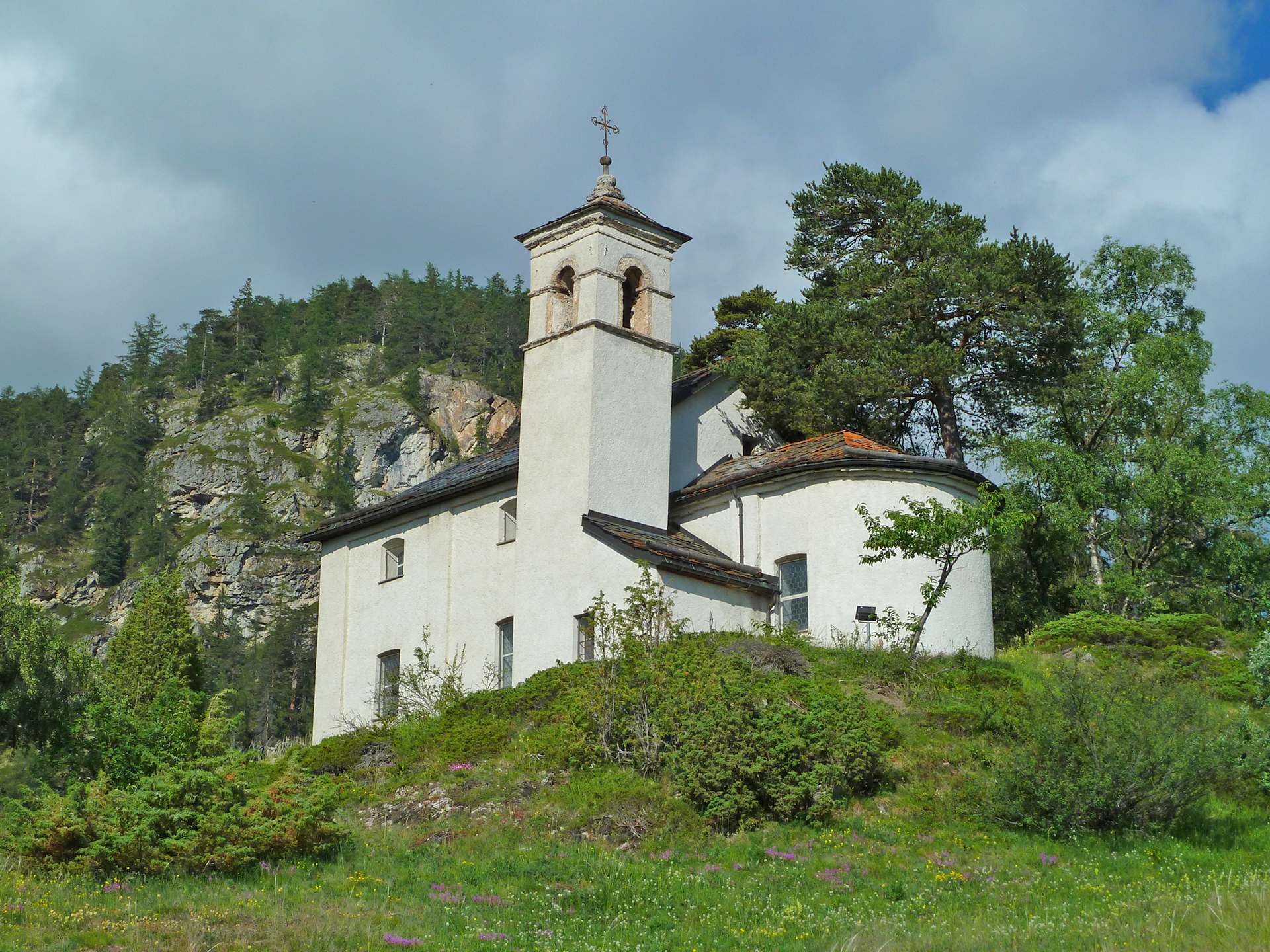
Kaple na vrchu Biel

V roce 2000 hovořilo 95,3 % obyvatel obce německy. K římskokatolické církvi se hlásí 89,8 % obyvatel.

## Hospodářství
Většina obyvatel je zaměstnána v údolí (chemický průmysl, obchod, řemesla, školství). Určitou roli hraje také horské zemědělství, lesnictví a cestovní ruch. Vinice se většinou pěstují jako vedlejší činnost nebo tradiční koníček.

## Doprava
Zeneggen je spojen autobusovou linkou PostAuto Schweiz s dopravním uzlem Visp a také s Bürchenem a v letních měsících s Moosalpem.